# Loogkruid
Loogkruid (Salsola) is een geslacht van bloeiende planten uit de amarantenfamilie (Amaranthaceae). Het geslacht bevat kruidachtige planten, halfstruiken, struiken en kleine bomen. Het geslacht komt van nature voor in Afrika, Azië en Europa.
De biotoop van de planten bestaat vaak uit vlakke, droge of ietwat zouthoudende grond. Sommige soorten groeien in zoutmoerassen en zijn zogenaamde halofyten.
fylogenetische studies (Pyankov en anderen, 2001) hebben aangetoond dat het geslacht, zoals het traditioneel werd voorgesteld, parafyletisch is. Veel soorten komen in aanmerking om bij andere geslachten te worden ingedeeld.
Sommige soorten (onder meer de soorten die voorkomen in de Nederlandse duinen) raken in de herfst los van de ondergrond en rollen, voortgedreven door de wind, soms ettelijk honderden meters verderop. Ook gebeurt het dat verschillende struikjes aan elkaar 'klitten' en zo een grote bol vormen. Deze eigenaardigheid - vergelijk het Amerikaanse 'tumbleweed' - dient slechts tot de zaadverspreiding.
In de Benelux komt loogkruid voor met twee soorten:
- Salsola kali : stekend loogkruid
- Salsola tragus : zacht loogkruid

## Soorten
- Salsola acanthoclada Botsch.
- Salsola africana (Brenan) Botsch.
- Salsola algeriensis Botsch.
- Salsola angusta Botsch.
- Salsola arbusculiformis Drobow
- Salsola australis R.Br.
- Salsola austroiranica Akhani
- Salsola austrotibetica Sukhor.
- Salsola baranovii Iljin
- Salsola brevifolia Desf.
- Salsola chellalensis Botsch.
- Salsola chinghaiensis A.J.Li
- Salsola collina Pall.
- Salsola cruciata L.Chevall. ex Batt. & Trab.
- Salsola cyrenaica (Maire & Weiller) Brullo
- Salsola daghestanica (Turcz. ex Bunge) Lipsky
- Salsola divaricata Masson ex Link
- Salsola drummondii Ulbr.
- Salsola euryphylla Botsch.
- Salsola foliosa (L.) Schrad. ex Schult.
- Salsola glomerata (Maire) Brullo
- Salsola grandis Freitag, Vural & Adigüzel
- Salsola griffithii (Bunge) Freitag & Khani
- Salsola gymnomaschala Maire
- Salsola gypsacea Botsch.
- Salsola halimocnemis Botsch.
- Salsola hartmannii Sukhor.
- Salsola ikonnikovii Iljin
- Salsola jacquemontii Moq.
- Salsola junatovii Botsch.
- Salsola kali L. - Stekend loogkruid
- Salsola kerneri (Wol.) Botsch.
- Salsola komarovii Iljin
- Salsola laricifolia Litv. ex Drobow
- Salsola longifolia Forssk.
- Salsola mairei Botsch.
- Salsola makranica Freitag
- Salsola masclansii G.Monts. & D.Gómez
- Salsola melitensis Botsch.
- Salsola monoptera Bunge
- Salsola omanensis Boulos
- Salsola oppositifolia Desf.
- Salsola pachyphylla Botsch.
- Salsola papillosa (Coss.) Willk.
- Salsola paulsenii Litv.
- Salsola pontica (Pall.) Iliin
- Salsola praecox (Litv.) Litv.
- Salsola praemontana Botsch.
- Salsola ryanii Hrusa & Gaskin
- Salsola sabrinae Mosyakin
- Salsola schweinfurthii Solms
- Salsola sinkiangensis A.J.Li
- Salsola squarrosa Steven ex Moq.
- Salsola strobilifera (Benth.) Mosyakin
- Salsola subglabra Botsch.
- Salsola tamamschjanae Iljin
- Salsola tamariscina Pall.
- Salsola tragus L. - Zacht loogkruid
- Salsola tunetana Brullo
- Salsola turcica Yild.
- Salsola verticillata Schousb.
- Salsola webbii Moq.
- Salsola zaidamica Iljin
- Salsola zygophylla Batt.

## Hybriden
- Salsola × gobicola Iljin

## Ecologische aspecten
Soorten in dit geslacht zijn waardplant voor Lasiocampa serrula, Orgyia josephina en Parnassius apollonius.
... · 
Achyranthes · 
Aerva ·
Alternanthera ·
Amaranthus (Amarant) · 
Atriplex (Melde) · 
Axyris · 
Bassia (Zoutkruid) · 
Beta (Biet) · 
Blitum (Spiesganzenvoet) · 
Celosia · 
Chenopodium (Ganzenvoet) · 
Corispermum (Vlieszaad) · 
Dysphania · 
Halimione (Zoutmelde) · 
Halocnemum · 
Halothamnus · 
Haloxylon · 
Kochia · 
Krascheninnikovia · 
Polycnemum (Knarkruid) · 
Patellifolia · 
Ptilotus · 
Pupalia ·
Salicornia (Zeekraal) · 
Salsola (Loogkruid) · 
Spinacia · 
Suaeda · 
Traganum · 
...